# Club Deportivo Concón National
El Club Deportivo Concón National es un club de fútbol chileno oriundo de la ciudad de Concón. Fue fundado el 8 de mayo de 1914 y disputa sus partidos en condición de local, en el Estadio Atlético Municipal de Concón. Compite en la Segunda División Profesional (tercera categoría del fútbol chileno y categoría perteneciente a la ANFP).
Concón National es el decano del deporte conconino, y ha disputado 16 temporadas en la Tercera División A de Chile y 10 temporadas en la Tercera División B de Chile desde 1982 hasta 2004.
Uno de sus mayores logros fue la consecución del Campeonato Nacional de Cuarta División de Chile de 2001. En aquel campeonato, el club resultó vencedor en la primera fase, esto le valió un cupo a semifinales donde derrotó a Club Deportivo Ferroviarios de Chile por 4-2 en el marcador global. En la final se enfrentó a Cristo Salva C. V. al que superó 5-2, el 2 de diciembre de 2001 en el Estadio Municipal de Puente Alto. Sin embargo, el mayor hito del club fue conseguir el subcampeonato de la Tercera División A 2023, logrando el ascenso por primera vez al fútbol profesional, específicamente a la Segunda División. 
A nivel local disputa sus partidos en la Asociación de Fútbol de Concón, siendo uno de los miembros fundadores. El club ocupa la posición 12 en la tabla histórica de la Tercera División B de Chile, con 262 puntos.
Concón National posee 10 divisiones y aproximadamente 300 deportistas. En el club se encuentran afiliados 400 socios.

## Historia
Concón National fue fundado en 1914 por una serie de personalidades destacadas de la localidad de Concón y el alcalde Daniel Navarro. Estas personas estaban fuertemente influenciadas por los ingleses, quienes son citados comúnmente como los inventores del fútbol pero que además llegaban a los territorios costeros a través del estrecho de Magallanes. La idea era crear un club deportivo que representara a la ciudad de Concón, también para fomentar el deporte local y brindar participación a toda la ciudadanía. En aquella época se organizaron diversos eventos futbolísticos para promocionar al club, también se estableció una junta directiva encabezada por el entonces presidente, Daniel Navarro, entre otros directivos.
Los socios y todos los miembros oficiales también acordaron los colores de la indumentaria. Finalmente se establecieron dos colores: amarillo y negro, acompañados de franjas verticales. También se abrieron las inscripciones para todas aquellas personas que estaban interesadas en formar parte del club.
En 1946 se fundó la sección femenina de fútbol. Durante algún tiempo en la historia del club, esta sección permaneció inactiva y fue reactivada nuevamente en 2018. En cuanto a la sección masculina de fútbol, esta empezó su trayectoria en la Liga Concón; después de un tiempo se afilió a la Asociación Viña del Mar. En la década de 1950, el club pasó a formar parte de la Asociación de Fútbol de Concón. La mejor época deportiva del club se dio en la década de 1980, al participar por primera vez en competición nacional, en la Tercera División de Chile 1982. Desde entonces, el club jugó ininterrumpidamente durante más de 20 temporadas este y otro torneo llamado Tercera División B de Chile, en este proclamándose campeón en 2001.
En 2005 el club cambió su nombre por Deportes Concón S.A., un proyecto que fue liderado por el exfutbolista Elías Figueroa y el extenista Álvaro Fillol. En un principio, el club tenía como objetivo llegar a las máximas categorías del fútbol chileno en un plazo de 5 años, también la de poder representar a toda la comunidad de Concón en eventos deportivos. Figueroa había asumido el cargo de presidente y Fillol de vicepresidente; el nuevo proyecto deportivo también contó con el apoyo de la Municipalidad de Concón. Otro de los objetivos fue la construcción de un complejo y moderno polideportivo para uso del club y la comunidad. El club hizo su presentación como Deportes Concón S.A. el 29 de marzo de 2005 ante el experimentado Santiago Wanderers, partido amistoso que terminó con marcador de 4-1. A mediados del mes de abril el club debutó en la Tercera División de Chile 2005, campeonato en el cual fue eliminado en fase de grupos y que de paso, marcó el inicio del fin del proyecto deportivo, ya que este nunca se materializó por diversos motivos; uno de ellos, el de poder mantener una plantilla avaluada en 4 millones de pesos. «Al presentar estos problemas, perdió todos los derechos para mantenerse en Tercera División. Abandonó la competencia y fue desafiliado». Con la fallida incursión de Deportes Concón S.A., el club nuevamente recuperó su razón social y para mediados de mayo de 2007, empezó nuevamente con sus proyectos deportivos. En ese mismo mes, el estadio del club fue remodelado con recursos propios de diversas personalidades, la propia Municipalidad de Concón y el Instituto Nacional de Deportes de Chile (IND). En el complejo deportivo se hizo una inversión de $ 18 millones de pesos chilenos, con esto, se realizaron varias mejoras y se creó un salón multiusos.
Es citado comúnmente como una institución decana ya que es el club de fútbol más antiguo de la ciudad de Concón.
En la temporada 2022, el equipo aurinegro fue aceptado por la ANFA, para participar en la Tercera División B y a finales de esa temporada, logró por la vía de la Liguilla Final, el anhelado ascenso a la Tercera División A. Pero el equipo de la Quinta Región, no se quedó conforme con ese logro, ya que al año siguiente y de la mano de Ítalo Pinochet como entrenador, Concón National logró su segundo ascenso consecutivo, pero esta vez a la Segunda División Profesional (categoría perteneciente a la ANFP), luego de derrotar como local a Deportes Colina por 2-0, por lo que en la temporada 2024, el equipo aurinegro hará su histórico debut en el profesionalismo.
En 2024, toma la administración del club en el ámbito profesional Aurinegros S.A.D.P., bajo la presidencia de Fernando López. Manteniéndose el Club Social participando en los campeonatos ANFA. 

## Uniforme
Desde la fundación del club en 1914, los colores elegidos siempre han sido el amarillo y el negro, siendo elegidos luego de un largo debate de definición sobre los símbolos del club decano conconino. Según palabras de Orlando Bernal, presidente del club en 2020, los colores no se eligieron debido a la plantación de girasoles en el entonces pueblo de pescadores de Concón en los inicios del siglo XX.
En cuanto a diseños, ha variado en su historia pasando por varios diferentes, pero en gran medida manteniendo el diseño inicial de franjas aurinegras. Actualmente su indumentaria se conforma de:
- Uniforme titular: Camiseta negra con franjas verticales amarillas, pantalón negro, medias negras.
- Uniforme alternativo: Camiseta blanca con mangas amarillas, pantalón negro, medias negras.

### Uniforme titular
| Histórica | 2017 | 2022 | 2023 | 2024 |

### Uniforme alternativo
| 2022 | 2024 |

### Indumentaria
| Período | Proveedor     |
| ------- | ------------- |
| 2022    | Squadra Sport |
| 2023-   | OneFit        |

| Período   | Auspiciador             |
| --------- | ----------------------- |
| 2022-2023 | Municipalidad de Concón |
| 2024-     | Ferretería Higuerillas  |

## Datos del club
- Temporadas en Segunda División Profesional: 2 (2024-).
- Temporadas en Tercera División A: 14 (1982-1991, 2002-2004, 2023).[17][n. 1]
- Temporadas en Tercera División B: 11 (1992-2001, 2022).[n. 2][n. 3]

## Jugadores

### Plantilla 2025
- Por disposición de la ANFP, los equipos chilenos en la Segunda División Profesional están limitados a tener en su plantel un máximo de tres futbolistas extranjeros, excluidos aquellos registrados en el Fútbol Formativo.
- Por disposición de la ANFP, el número de las camisetas no puede sobrepasar al número de jugadores inscritos.
- Por disposición de la ANFP el plantel debe utilizar al menos 1638 minutos a juveniles chilenos (nac. 1 de enero de 2003).

### Altas 2025
| Jugador             | Posición      | Procedencia        | Tipo     |
| ------------------- | ------------- | ------------------ | -------- |
| Franco Cabrera      | Portero       | Agente libre       | Libre    |
| Marcelo Salcedo     | Portero       | Unión La Calera    | Préstamo |
| Fernando Quiroz     | Defensa       | Unión San Felipe   | Libre    |
| Claudio Jopia       | Defensa       | Deportes Rengo     | Libre    |
| Luciano Vargas      | Defensa       | Provincial Osorno  | Libre    |
| Sebastián Contreras | Defensa       | Santiago Wanderers | Libre    |
| Matías Navarrete    | Defensa       | Deportes Rengo     | Libre    |
| Joaquín López       | Defensa       | Deportes Temuco    | Libre    |
| Patricio Flores     | Mediocampista | Agente libre       | Libre    |
| Piero Gárate        | Mediocampista | Agente libre       | Libre    |
| Franco Ragusa       | Mediocampista | Deportes Recoleta  | Libre    |
| Martín Polizotto    | Mediocampista | Colegiales         | Préstamo |
| Marcos Saavedra     | Mediocampista | Everton            | Préstamo |
| Kevin Araya         | Delantero     | Provincial Ovalle  | Libre    |
| Vicente Vera        | Delantero     | Santiago Wanderers | Libre    |
| Mitchell Wassenne   | Delantero     | Everton            | Libre    |
| Rodrigo Gattas      | Delantero     | San Antonio Unido  | Libre    |
| Alejandro Albanez   | Delantero     | Santiago Wanderers | Préstamo |

### Bajas 2025
| Jugador            | Posición      | Destino            | Tipo            |
| ------------------ | ------------- | ------------------ | --------------- |
| Esteban Kirkman    | Portero       | Deportes Recoleta  | Libre           |
| Bayron Martínez    | Portero       | Santiago Wanderers | Fin de préstamo |
| Rodrigo Reinoso    | Defensa       | Bandera de ?       | Libre           |
| Dilan Vera         | Defensa       | Bandera de ?       | Libre           |
| Javier Guzmán      | Defensa       | Bandera de ?       | Libre           |
| Leonardo Contreras | Defensa       | Bandera de ?       | Libre           |
| Ignacio Carrasco   | Defensa       | Deportes Rengo     | Fin de préstamo |
| Franco Cubillos    | Defensa       | Santiago Wanderers | Fin de préstamo |
| Javier Retamales   | Mediocampista | San Luis           | Libre           |
| Jefferson Castillo | Mediocampista | Bandera de ?       | Libre           |
| Kevin Valenzuela   | Mediocampista | Bandera de ?       | Libre           |
| Emmanuel Arismendi | Mediocampista | Bandera de ?       | Libre           |
| Ricardo Parra      | Mediocampista | Santiago Wanderers | Fin de préstamo |
| Ricardo Fuenzalida | Delantero     | Provincial Osorno  | Libre           |
| Christian Alba     | Delantero     | Río Negro          | Libre           |
| Willian Gama       | Delantero     | Deportes Linares   | Libre           |
| Ignacio González   | Delantero     | Amsurrbac          | Libre           |
| Matías Leiva       | Delantero     | Bandera de ?       | Libre           |
| Alonso Lagos       | Delantero     | Bandera de ?       | Libre           |
| Maykol Hidalgo     | Delantero     | Bandera de ?       | Libre           |
| Camilo Astroza     | Delantero     | Santiago Wanderers | Fin de préstamo |

## Entrenadores
Los entrenadores interinos aparecen en cursiva.
- Wilson Castillo (desconocido)
- Uruguay Graffigna (desconocido)
- Daniel Torres (desconocido)
- Mario Salas (desconocido)
- Mario Véner (desconocido)
- Jorge García (1997-1998)
- Ilich Reyes (1999-2003)
- Leonardo Vinés (2003)
- Ignacio Benavente (2022)
- Rodrigo Bendeck (2023)
- Cristián Salazar (2023)
- Ítalo Pinochet (2023)
- Agustín Parra (2024)
- Orlando Gutiérrez (2024)
- Jonathan Orellana (2024)
- Cristián Salazar (2025)
- Sebastián Núñez (2025)
- Orlando Gutiérrez (2025-)

## Palmarés

### Torneos nacionales
- Cuarta División de Chile (1): 2001.[12]
- Subcampeón de la Tercera División A de Chile (1): 2023

### Torneos locales
- Asociación Concón (3): 1942, 1980, 2003.[2]